# Penna stilografica

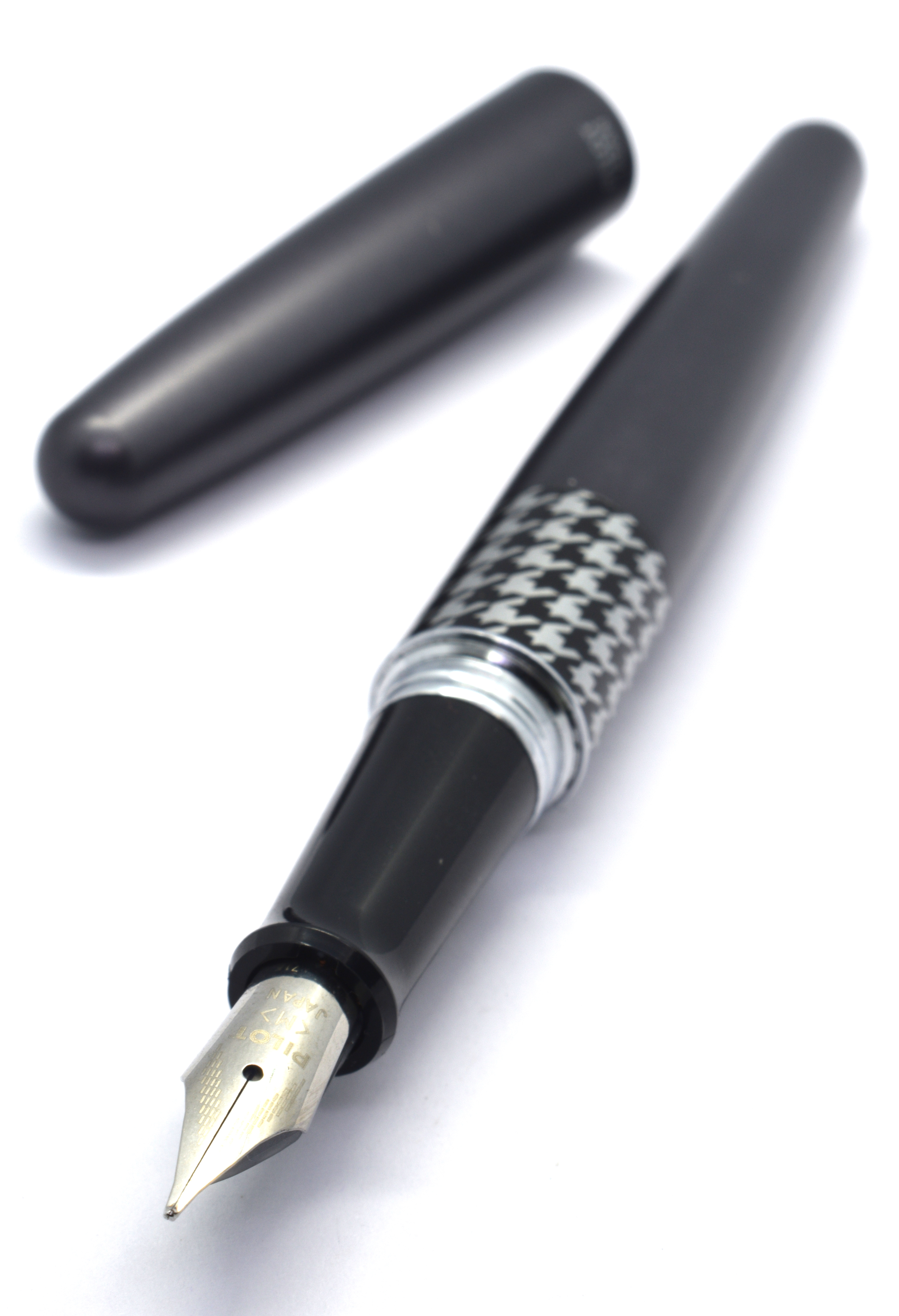
Penna stilografica

Una penna stilografica è una penna utilizzata per la scrittura, composta da una cannuccia piena d'inchiostro e da un pennino. L'inchiostro liquido confluisce al pennino attraverso un sistema di distribuzione che combina gravità e capillarità. L'inchiostro può essere fornito da una cartuccia o da un contagocce, oppure da una varietà di meccanismi per rifornire l'inchiostro nel serbatoio: alcune penne, per esempio, hanno una pompetta di gomma collegata al serbatoio dell'inchiostro per risucchiare l'inchiostro da una boccetta. La maggior parte delle penne stilografiche di nuova produzione usa delle cartucce usa e getta oppure un serbatoio rimovibile con un meccanismo a vite o a pistone per la fornitura dell'inchiostro.

## Storia

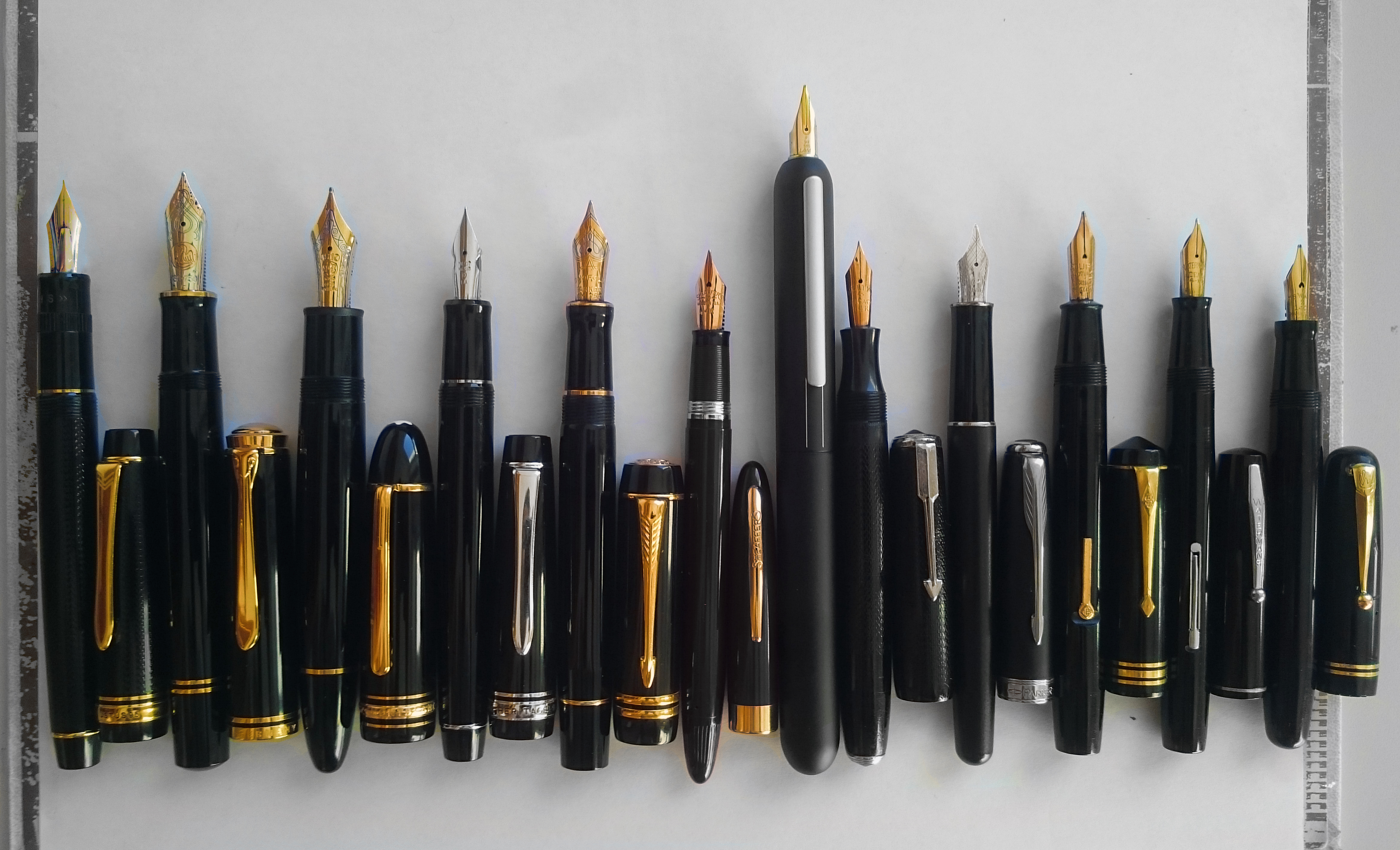
Da sinistra a destra: 1. Pilot Justus 95, 2. Pelikan Souverän M1000, 3. Montblanc Meisterstück 149, 4. Pilot Heritage 912, 5. Parker Duofold Centennial, 6. Sheaffer Snorkel Admiral, 7. Lamy Dialog 3, 8. Welty, 9. Parker Sonnet, 10. Conway Stewart 55, 11. Waterman Thorobred, 12. Mabie Todd Swan 3220

Le prime notizie storiche di una penna a serbatoio risalgono al X secolo. Nel 953 l'Imam fatimide d'Egitto, al-Mu'izz li-Din Allah, chiese una penna che non macchiasse le mani e i vestiti e fu provvisto di una penna con un serbatoio di inchiostro collegato al pennino per gravità e capillarità. È tuttavia possibile che altri tentativi di utilizzare una penna a serbatoio vadano molto più indietro nel tempo.
Esistono dei disegni di Leonardo da Vinci che descrivono una penna a serbatoio di inchiostro. Una tale penna è stata ricostruita in tempi recenti sulla base di tali disegni. Un'analisi dei codici leonardeschi mostra una regolarità e continuità di scrittura che è impossibile ottenere dovendo intingere continuamente la penna nell'inchiostro. Tutto ciò rende logica la conclusione che Leonardo abbia prodotto una tale penna e se ne sia servito per i suoi lavori.
Daniel Schwenter descrive una penna costruita con due penne d'oca, laddove una serviva da serbatoio per l'inchiostro all'interno dell'altra penna. L'inchiostro era trattenuto nella penna da un tappino di sughero e veniva passato alla punta del pennino attraverso un piccolo foro. Penne di questo tipo vennero prodotte nel XVII secolo ma non ne è rimasto alcun esemplare. Inoltre lo sviluppo tecnico per ottenere una penna affidabile è stato molto lento e significativo solo nel XIX secolo. Ciò è dovuto soprattutto alla limitata conoscenza del ruolo giocato dalla pressione dell'aria nel funzionamento della penna e dalla composizione degli inchiostri ancora altamente corrosivi e ad alto tasso di sedimenti.
La storia moderna di questo strumento inizia nel 1780 quando Scheller ne sviluppa un prototipo in bronzo e corno. Si passa, quindi, al 1809 quando viene brevettato un prototipo di quello che in futuro si evolverà nella penna a sfera.
Il governo della Francia brevettò la penna stilografica nel maggio 1827 a seguito dell'invenzione da parte di uno studente Romeno, Petrache Poenaru. A partire dal 1850 ci fu un costante aumento sia dei brevetti di penne stilografiche sia della produzione di penne stesse. Solo in seguito a tre innovazioni chiave la penna stilografica divenne uno strumento largamente diffuso per la scrittura. Queste invenzioni furono il pennino dorato con la punta in iridio, l'ebanite e l'inchiostro a flusso libero.
Nel 1870 Duncan MacKinnon, un canadese, creò una stilografica con un pennino tubolare cavo ed un filo che funzionava come valvola. In questo periodo le penne stilografiche venivano usate prevalentemente per la realizzazione di bozzetti e disegni tecnici.
Le invenzioni di "penne senza fine" si susseguirono per tutto il XIX secolo, ma nessuna era in grado di fornire una sufficiente qualità di scrittura. I problemi fisici legati alla conduzione dell'inchiostro dal serbatoio al pennino sono infatti molteplici: si vengono a sommare problemi di capillarità, di viscosità dell'inchiostro, di gravità, di sbalzo di temperatura e via dicendo. Le soluzioni brevettate durante l'Ottocento erano tutte estremamente elaborate e sostanzialmente inutili. Alcuni progetti prevedevano una molteplicità di valvole e pistoni che dovevano regolare, riga per riga, il flusso dell'inchiostro. Data la loro imperfezione, si parla, per tutti questi brevetti, di "protostilografiche".
Nonostante l'esistenza di vari precursori, è molto comune sentir dire che la data di nascita della penna stilografica moderna sia da porsi all'incirca nel 1883, quando Lewis Edson Waterman, con l'invenzione dell'alimentatore multicanale, iniziò lo sviluppo di quello che viene proclamato come il primo modello veramente funzionante ed affidabile di penna stilografica. In realtà si tratta di una verità molto parziale, in quanto all'epoca esistevano già modelli funzionanti di penne stilografiche, anche se certamente l'impulso dell'invenzione di Waterman fu molto importante, anche per il contributo che l'azienda dette nella industrializzazione della produzione.
In questo periodo le penne stilografiche erano ricaricate svitando una sezione del fusto o del supporto ed inserendo l'inchiostro con un contagocce. Tuttavia questo sistema era lento e non efficiente. Inoltre, le penne tendevano a perdere inchiostro all'interno del cappuccio o attraverso le due sezioni della canna usate per la ricarica. Adesso che i problemi dei materiali di costruzione erano stati risolti ed il flusso dell'inchiostro era stato regolato, il problema successivo da risolvere era l'invenzione di un sistema di ricarica semplice ed efficiente che risolvesse anche le perdite di inchiostro.
I primi sistemi di caricamento erano a contagocce; il blocco alimentatore-pennino poteva essere rimosso per caricare la penna, oppure retrocedere con un meccanismo elicoidale contenuto nella penna (si tratta delle penne "rientranti").
Nel 1901 viene commercializzata la prima penna con caricamento automatico, creata da Roy Conklin, dotata di un sistema denominato "crescent filler". Il sacchetto di gomma viene compresso da una barretta metallica su cui agisce direttamente premendo una mezzaluna di metallo che esce dal corpo della penna, a sua volta bloccata da un anello in ebanite che impedisce la compressione involontaria. Il meccanismo è molto semplice dal punto di vista meccanico, ma la mezzaluna che esce dalla penna, secondo alcuni ne disturba l'estetica, anche se secondo altri è utile perché impedisce alla penna di cadere rotolando dal tavolo.
Il meccanismo crescent filler resta sul mercato fino agli anni venti. Nel 1912 (ma il suo brevetto è del 1907), Walter A. Sheaffer lanciò sul mercato la prima stilografica dotata di sistema a levetta laterale, in cui la compressione del gommino avviene agendo su una levetta, appunto, che disturba molto meno l'estetica ed è più semplice da usare del crescent filler. Il sistema avrà un successo immenso e molte aziende si affretteranno a copiarlo, sfruttando la presenza di brevetti simili precedenti a quello di Sheaffer.
Un meccanismo di successo è anche il button filler, o caricamento a pulsante di fondo (usato ancor oggi da varie aziende), in cui la compressione avviene con un pulsante che agisce sulla barretta metallica. È un sistema più complicato e meno efficiente della levetta laterale e richiede un certo sforzo per attivarlo; avrà comunque un discreto successo, applicato in particolare sulle "Parker Duofold".
Parallelamente in Europa si realizzavano varianti sul meccanismo delle penne rientranti, e nel 1905, ad opera della De La Rue, un meccanismo a siringa rovesciata il cui principio era quello di creare il vuoto direttamente nel corpo della penna per risucchiare l'inchiostro (copiato negli anni trenta dalle americane Sheaffer ed Eversharp). A parte questi, le penne europee dei primi anni del Novecento erano sostanzialmente imitazioni, anche per i sistemi di caricamento (levetta o pulsante di fondo), delle penne americane. È solo molto più tardi, nel 1929, che la Pelikan realizzerà il rivoluzionario caricamento a stantuffo, che a lungo è rimasto nelle stilografiche moderne l'unico contendente per la cartuccia di plastica, che pure ha origini europee, essendo stata creata dalla filiale francese della Waterman.

## Pennini

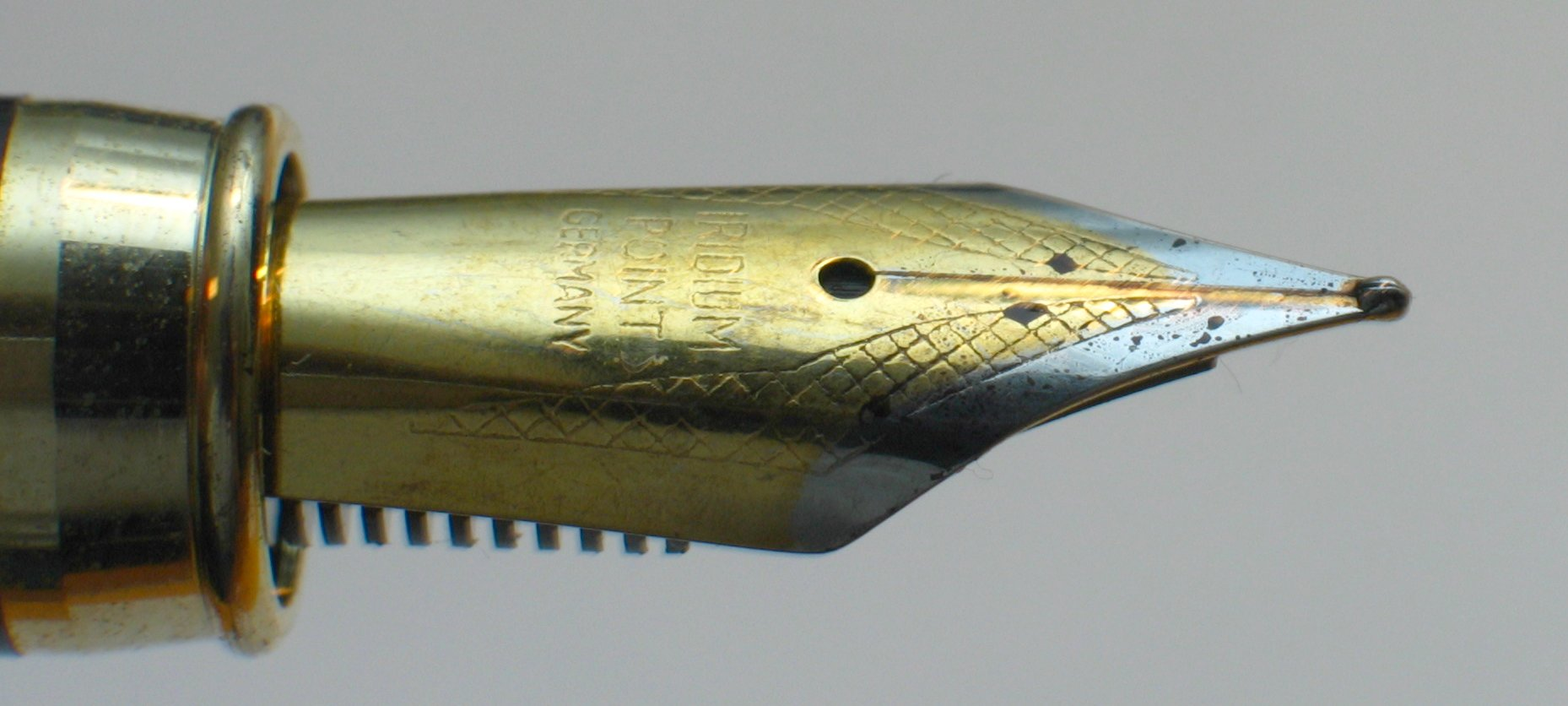
Il pennino montato su una penna stilografica

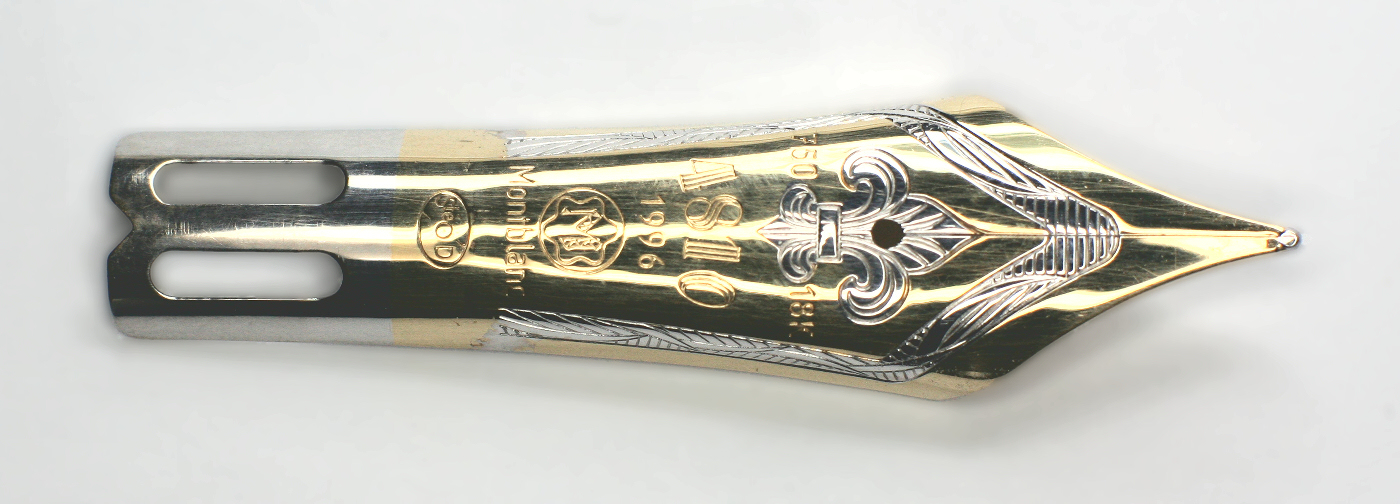
Il pennino

I pennini si dividono, in base alla loro larghezza, in:
- EF: extrafine
- F: fine
- M: medio
- B: largo
- BB: molto largo
- 3B: extra-largo
- OM: obliquo medio
- OB: obliquo largo
- OBB: obliquo molto largo
- O3B: obliquo extra-largo
- STUB: tagliato

## Lista di produttori di penne stilografiche

### Produttori europei
- Svizzera - Caran d'Ache
- Svizzera - Manu Propria
- Svizzera - Pagani pens
- Svizzera - Prodir
- Germania - Diplomat
- Germania - Elysee
- Germania - Faber-Castell
- Germania - Kaweco
- Germania - Lamy
- Germania - Montblanc
- Germania - Online
- Germania - Pelikan
- Germania - Porsche
- Germania - Reform
- Germania - Rotring
- Germania - Senator
- Germania - Soennecken
- Germania - Staedtler
- Germania - Worther
- Spagna - Inoxcrom
- Spagna - Romilio
- Spagna - Scrikss
- Francia - Bic (attraverso l'acquisto di Stypen)
- Francia - Cartier
- Francia - Recife
- Francia - S. T. Dupont
- Regno Unito - Coles
- Regno Unito - Conway-Stewart
- Regno Unito - Dunhill (pelletteria)
- Regno Unito - Mabie Todd Swan (UK)
- Regno Unito - Stephens
- Regno Unito - Swan
- Italia - Aurora
- Italia - Pineider
- Italia - Borghini
- Italia - Cesare Emiliano
- Italia - Delta (Delta Pen)
- Italia - Filcao
- Italia - Grifos Pens Italy
- Italia - Marlen
- Italia - Montegrappa
- Italia - OMAS (Officina Meccanica Armando Simoni)
- Italia - Santini Italia
- Italia - Signum
- Italia - Stipula
- Italia - TABO (Tantini Bologna)
- Italia - Vallecchi
- Italia - Visconti
- Italia - Zerollo
- Michel Perchin
- Polonia - Cresco
- Stylochap
- Waterford

### Produttori statunitensi
- Aiken Lambert
- Bexley
- Carters
- Chilton
- Columbus (penne)
- Conklin
- Conway Stewart
- Cross
- Danitrio
- Diamond Pen
- Dip Pens
- Eclipse
- Edison
- Esterbrook
- Eversharp
- Gold Medal, Gold Bond
- John Holland
- Inkograph
- Krone
- Loiminchay
- Lakeside (Montgomery Ward)
- LeBoeuf
- Levenger
- Libelle
- Mabie Todd Swan
- Monteverde
- Moore
- Morrison, Morton
- National, Lincoln
- Noodler’s
- Paper Mate
- Parker
- Penscapes
- Rexall Brands
- Salz Bros.
- Sheaffer
- Taccia
- Think
- Tiffany
- Waterman
- A A Waterman
- Wearever
- Paul E. Wirt

### Produttori asiatici
- Cina - Baoer
- Cina - Bookworm
- Cina - Crocodile
- Cina - Duke
- Cina - Hero
- Cina - Jinhao
- Cina - Lanbitou
- Cina - Picasso
- Cina - Poky
- Cina - Uranus
- Cina - Wality
- Cina - Wing Sung
- India - Airmail
- India - ASA
- India - Camlin
- India - Chelpark
- India - Deccan
- India - Fellowship
- India - Fosfor
- India - Gem & Co.
- India - Guider
- India - Oliver
- India - Ranga
- India - Ratnam
- India - Ratnamson
- Giappone - Eboya
- Giappone - Hakase
- Giappone - Hakumin urushi Kobo
- Giappone - Kawakubo
- Giappone - Kuretake
- Giappone - Maruzen
- Giappone - Nakaya
- Giappone - Namiki
- Giappone - Ohto
- Giappone - Pentel
- Giappone - Pilot
- Giappone - Platinum
- Giappone - Sailor
- Giappone - Wancher
- Pakistan - Dollar
- Taiwan - Laban
- Taiwan - R. Pirre Paul's
- Taiwan - TWSBI

### Produttori oceanici
- Australia - Curtis Australia